# Cabernet de Saumur

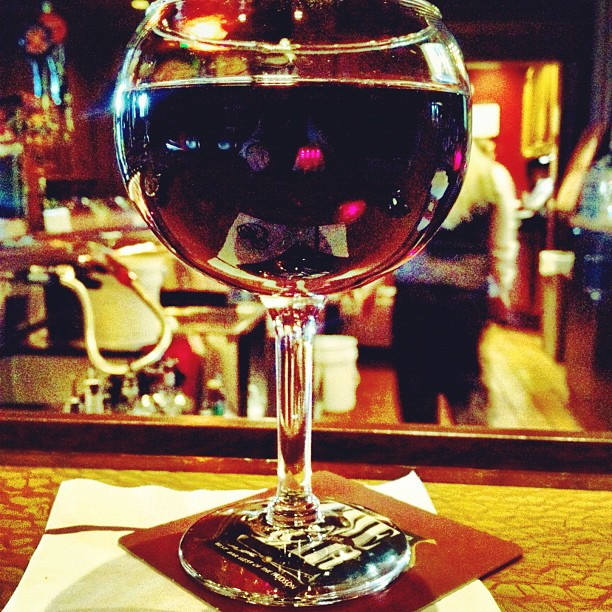
Verre de cabernet de Saumur

Le cabernet de Saumur est un vin rosé français d'appellation d'origine contrôlée. Le nom de l'AOC a été modifiée en 2016 pour devenir l'AOC Saumur Rosé